# ロベルト・ルター
カール・テオドール・ロベルト・ルター（Karl Theodor Robert Luther, 1822年4月16日 - 1900年2月15日）は、ドイツの天文学者。デュッセルドルフで小惑星の探査を行い、生涯で24個の小惑星を発見した。
ルターの名は、その功績を称えて、小惑星や月のクレーターに付けられている。
- 火星と木星の間の小惑星帯にある小惑星→ルーテラ (小惑星)[2]
- 月の北部、晴れの海と夢の湖の境界付近に位置するクレーター→ルター (クレーター)